# Az Zaouiyah (district)
Pour les articles homonymes, voir Az Zaouiyah.
Az Zaouiyah (en arabe : الزاوية) est une des 22 chabiyat de Libye. 
Sa capitale est Zaouïa.